# Régiment de cavalerie de Kornilov
Ne doit pas être confondu avec Régiment d'assaut de Kornilov.
Le régiment de cavalerie de Kornilov est un régiment de Cosaques du Kouban qui participe à la guerre civile russe au sein de l'Armée des volontaires, des Forces Armées du Sud de la Russie et de l'Armée russe.

## Historique
Formée comme division de cavalerie du Kouban pour regrouper les unités de cavalerie du Kouban après le ralliement du détachement du Kouban à l'armée des volontaires le 14 mars 1918. La division fait partie de la brigade de cavalerie, et à partir du 6 juin 1918 de la 1re division de cavalerie en tant que 1er régiment de cavalerie du Kouban. Au début du mois de juin 1918, elle compte 510 sabres avec 4 mitrailleuses, composée de Cosaques de différentes unité de l'armée cosaque du Kouban.
Le 4 août 1918, à la demande du colonel Naoumenko, le régiment reçoit le nom honorifique de cavalerie de Kornilov, et le 14 septembre de la même année la bannière accordée en 1803 à l'armée des Cosaques de la mer Noire. Le régiment se distingue dans les combats pour Stavropol le 1er novembre 1918 sous le commandement du colonel Babiev en faisant irruption dans la ville, capturant la gare et le train blindé rouge qui s'y trouvait. De fin 1918 à début 1919, le régiment est engagé dans le Caucase septentrional au sein de la 1re division de cavalerie, et au printemps 1919 sur le Manytch avec la 3e division de Cosaques du Kouban. En avril 1919, il compte 200 sabres, le 5 octobre 1919, 334 sabres avec 21 mitrailleuses. Au cours de l'été et de l'automne 1919, il est rattaché à la 3e division cosaque du Kouban, avec laquelle il participe aux combats pour Tsaritsyne, subissant de lourdes pertes. Début 1920, le régiment subit à nouveau de lourdes pertes lors du retrait du Manytch, et, en avril 1920, il capitule près d'Adler.
Le 7 juillet 1920 le régiment est reformé dans l'armée russe à partir de ses membres ayant pu rejoindre la Crimée et fait partie de la 1re Division cosaque du Kouban. Par ordre du général Wrangel du 27 juillet 1920, le régiment reçoit les trompettes d'argent avec rubans de l'Ordre de Saint-Nicolas. En août 1920, il participe au débarquement du Kouban (ru), d'où elle retourne en Crimée avec d'autres unités du Kouban. En tant que membre du corps de cavalerie, le régiment de Kornilov participe aux opérations du nord de la Tauride, après quoi il se retire sur la péninsule de Crimée. Au cours des combats de Perekop, le colonel Litvinenko, dernier commandant du régiment, est mortellement blessé. Le 27 octobre 1920, le régiment compte 300 sabres avec 16 mitrailleuses.
Après l'évacuation de la Crimée, les membres du régiment se retrouvent à Lemnos, où le 29 novembre 1920, ils sont regroupés avec le 1er régiment de ligne au sein du 3e régiment combiné de cavalerie de Kouban. L'année suivante, le régiment est déplacé en Yougoslavie.
Le colonel F. I. Eliseïev, alors en exil, a laissé des mémoires sur le régiment de cavalerie de Kornilov sous le titre Avec la cavalerie de Kornilov.